# Geoffroi III de Pompadour
Pour les articles homonymes, voir Pompadour.
Geoffroi III de Pompadour, né le 15 mai 1430 au château de Pompadour et  mort le 8 mai 1514 à Paris, est un évêque français du XVIe siècle.

## Biographie
Geoffroi de Pompadour est le fils de Martial dit Golfier, vicomte de Pompadour, et d'Isabelle, vicomtesse de Comborn.
Il est reçu chanoine-comte, au sein du Chapitre de Saint-Jean de Lyon, en 1452. En 1495, il est prévôt.
Geoffroi de Pompadour est grand-vicaire d'Évreux, chanoine-comte de Lyon, évêque d'Angoulême en 1465 et de Périgueux en 1470. Il est membre du conseil de régence après le décès de Louis XI, premier président de la cour des comptes et grand aumônier de France. De 1484 à 1487, il est administrateur de l'Abbaye Saint-Bénigne de Dijon
Après la mort de Jean de Bourbon, le chapitre du Puy-en-Velay  élit à l'unanimité Pierre de Chalencon, ancien prévôt de la cathédrale et archidiacre de Rodez, mais Geoffroy de Pompadour obtient de Charles VIII l'autorisation d'échanger le diocèse de Périgueux contre celui du Puy-en-Velay.